# Consuelo Pérez Cuenca
Consuelo Pérez Cuenca (Vildé, Província de Sòria, 4 d'agost de 1949) és una exfutbolista catalana d'origen castellanolleonès, considerada una de les pioneres del futbol femení a Catalunya.
Davantera en la demarcació d'extrem dreta, disputà el primer partit del Futbol Club Barcelona femení –sota el nom de Selecció Ciutat de Barcelona–, juntament amb altres futbolistes com Carme Nieto, Alicia Estivill, Lolita Ortiz i Imma Cabecerán, principal promotora de l'esdeveniment. El partit se celebrà a l'estadi Camp Nou davant 60.000 espectadors contra la Unió Esportiva Centelles el dia de Nadal de 1970. Amb la Penya Femenina Barcelonista jugà durant dues temporades.